# كأس الاتحاد الكوري الجنوبي 2009
كأس الاتحاد الكوري الجنوبي 2009 (هانغل: FA컵 2009) هو موسم من كأس الاتحاد الكوري الجنوبي. فاز فيه سوون سامسونغ بلووينغز.